# Coupe de France féminine de basket-ball 1957-1958
Navigation
1956-1957 1959-1960
La coupe de France féminine de basket-ball 1957-1958 est la 2e édition de la coupe de France. Elle oppose des équipes féminines de basket-ball françaises sous forme d'un tournoi à élimination directe.

## Résultats

### Trente-deuxièmes de finale
Les trente-deuxièmes de finale se déroulent le 29 décembre 1957.
| Date             | Club                              | Résultat | Club                 |
| ---------------- | --------------------------------- | -------- | -------------------- |
| 29 décembre 1957 | Valence Basket                    | 41-32    | CS Toulon            |
| 29 décembre 1957 | Stade Marseillais Université Club | 69-32    | ASPTT Nice           |
| 29 décembre 1957 | Olympique d'Antibes               | 44-39    | UAE Massilia         |
| 29 décembre 1957 | Olympique de Marseille            | 61-42    | ASPTT Montpellier    |
| 29 décembre 1957 | Nice UC                           | 53-50    | Rhône sportif        |
| 29 décembre 1957 | RAS Anglet                        | 29-23    | Toulouse CMS         |
| 29 décembre 1957 | Toulouse AC                       | forfait  | US Béarn             |
| 29 décembre 1957 | SC Bordeaux                       | 37-26    | Rupella Sport        |
| 29 décembre 1957 | ASEF Poitiers                     | 39-25    | ASPTT Limoges        |
| 29 décembre 1957 | RACC Nantes                       | 39-21    | Gazélec Saint-Brieuc |
| 29 décembre 1957 | PL Lorient                        | 52-18    | US Saint-Malo        |
| 29 décembre 1957 | AAJ Blois                         | 39-27    | ASPTT Orléans        |
| 29 décembre 1957 | SCM Le Mans                       | 48-46    | CSJB Angers          |
| 29 décembre 1957 | SM Caen                           | forfait  | Stade de l'Est       |
| 29 décembre 1957 | AS Bayeux                         | 19-14    | VGA Saint-Maur       |
| 29 décembre 1957 | Racing Club de France             | 39-33    | ASAN Le Havre        |
| 29 décembre 1957 | ASA Sceaux                        | 41-33    | AAE La Mailleraye    |
| 29 décembre 1957 | Stade sottevillais                | 27-19    | US Tailleur          |
| 29 décembre 1957 | ASCN Lille                        | 35-32    | JSC Saint-Quentin    |
| 29 décembre 1957 | Amicale Bucaille                  | 45-36    | Lutèce Olympique     |
| 29 décembre 1957 | US Dunkerque                      | forfait  | US Ivry              |
| 29 décembre 1957 | CM Aubervilliers                  | 38-36    | ASC Beauvais         |
| 29 décembre 1957 | Bar AC                            | 31-26    | ASEG Nancy           |
| 29 décembre 1957 | CS Château-Thierry                | 40-34    | CSM Auboué           |
| 29 décembre 1957 | SJS Reims                         | 43-33    | Stade de Metz        |
| 29 décembre 1957 | AS Sainte-Savine Rivière Corps    | 24-23    | US Métro             |
| 29 décembre 1957 | Vaillante Autun                   | 43-29    | EFS Hachette         |
| 29 décembre 1957 | AL Trollsport                     | 24-20    | ES Chalon            |
| 29 décembre 1957 | AL Grenoble                       | 41-28    | CS Thiers            |
| 29 décembre 1957 | US Oyonnax                        | 46-38    | AL La Tronche        |
| 29 décembre 1957 | AS Montferrand                    | 42-23    | FC Lyon              |
| 29 décembre 1957 | AS Donatienne                     | forfait  | CGES Lyon            |

### Seizièmes de finale
Les seizièmes de finale se déroulent le 19 janvier 1958.
| Date            | Club                   | Résultat | Club                |
| --------------- | ---------------------- | -------- | ------------------- |
| 19 janvier 1958 | US Dunkerque           | 28-25    | Bar AC              |
| 19 janvier 1958 | ASA Sceaux             | 30-27    | CS Château-Thierry  |
| 19 janvier 1958 | Amicale Bucaille       | 38-27    | AS Sainte-Savine    |
| 19 janvier 1958 | Stade sottevillais     | 28-27    | CM Aubervilliers    |
| 19 janvier 1958 | SJS Reims              | 54-41    | ASCN Lille          |
| 19 janvier 1958 | SCM Le Mans            | 64-46    | SM Caen             |
| 19 janvier 1958 | Racing Club de France  | 61-28    | AS Bayeux           |
| 19 janvier 1958 | ASEDF Poitiers         | 48-33    | RSA Anglet          |
| 19 janvier 1958 | Toulouse AC            | 53-41    | SC Bordeaux         |
| 19 janvier 1958 | AS Montferrand         | 60-35    | AAJ Blois           |
| 19 janvier 1958 | Stade marseillais UC   | 57-37    | Vaillante Autun     |
| 19 janvier 1958 | Olympique de Marseille | 49-48    | AS Saint-Donat      |
| 19 janvier 1958 | Valence Basket         | 45-39    | Olympique d'Antibes |
| 19 janvier 1958 | Nice UC                | 39-31    | AL Grenoble         |
| 19 janvier 1958 | US Oyonnax             | 35-29    | AL Trollsports      |
| 9 février 1958  | PL Lorient             | ?-?      | RACC Nantes         |

### Huitièmes de finale
Les huitièmes de finale se déroulent le 16 février 1958,.
| Date            | Club                              | Résultat | Club         |
| --------------- | --------------------------------- | -------- | ------------ |
| 16 février 1958 | SCM Le Mans                       | 43–38    | RACC Nantes  |
| 16 février 1958 | US Dunkerque                      | 32-20    | EDF Poitiers |
| 16 février 1958 | Amicale Bucaille                  | 36-30    | RC France    |
| 16 février 1958 | Stade sottevillais                | 32-29    | SJS Reims    |
| 16 février 1958 | Valence Basket                    | forfait  | ASA Sceaux   |
| 16 février 1958 | AS Montferrand                    | forfait  | Nice UC      |
| 16 février 1958 | Stade Marseillais Université Club | 76-38    | US Oyonnax   |
| 16 février 1958 | Olympique de Marseille            | 42-37    | Toulouse AC  |

### Quarts de finale
Les quarts de finale se déroulent le 9 mars 1958.
| Date        | Club                              | Résultat | Club             |
| ----------- | --------------------------------- | -------- | ---------------- |
| 9 mars 1958 | Stade Marseillais Université Club | 52–39    | Amicale Bucaille |
| 9 mars 1958 | AS Montferrand                    | 79-25    | SCM Le Mans      |
| 9 mars 1958 | Olympique de Marseille            | 57-37    | Valence Basket   |
| 9 mars 1958 | Stade sottevillais                | 33-25    | US Dunkerque     |

### Demi-finales
Les demi-finales se déroulent le 16 mars 1958.
| Date         | Club                   | Résultat | Club                              |
| ------------ | ---------------------- | -------- | --------------------------------- |
| 16 mars 1958 | AS Montferrand         | 49–39    | Stade Marseillais Université Club |
| 16 mars 1958 | Olympique de Marseille | 48-42    | Stade sottevillais                |

### Finale
La finale a lieu le 6 avril 1958 à Alès.
| 6 avril 2022 |                                   | AS Montferrand | 46-27              | Olympique de Marseille |  | Alès |
| 6 avril 2022 | Score par mi-temps : 18–10, 28–17 |                |                    |                        |  | Alès |
| 6 avril 2022 | Duc, Hermet, 12                   | Points         | A. Rustichelli, 14 |                        |  | Alès |

### Vainqueur
| Vainqueur de la Coupe de France 1957–1958 AS Montferrand 2e victoire |